# Bob Dylan's Dream
Bob Dylan's Dream (traducibile letteralmente in lingua italiana Sogno di Bob Dylan) è una canzone in forma di ballata scritta da Bob Dylan nel 1962.

## Il brano
Il brano fa parte del secondo album registrato in studio da Dylan (e il primo con composizioni proprie), The Freewheelin' Bob Dylan, pubblicato nel 1963.
La melodia e alcuni passaggi testuali sono basati sulla ballata tradizionale Lady Franklin's Lament.
Il titolo della canzone è citato sulla copertina dell'album dei Rolling Stones Beggars Banquet.
Il testo è di contenuto nostalgico e riporta l'autore, che ha qui accenti sentimentali, al tempo trascorso con gli amici folksinger al suo arrivo al Greenwich Village di New York, in attesa di poter visitare in ospedale il suo idolo morente, Woody Guthrie.
Secondo i numerosi biografi di Dylan, la canzone potrebbe essere stata composta in epoca antecedente rispetto a quella conosciuta ufficialmente, ovvero nell'estate del 1961 quando il cantautore - allora ventenne e da poco tempo giunto a New York dal natìo Minnesota - viveva in un piccolo appartamento di MacDougal Street, nel cuore del Village, di proprietà del comedienne Hugh Romney (conosciuto anche come Wavy Gravy).
Dylan e Romney si conobbero al Gaslight Cafe, dove il cantautore si esibiva con una certa regolarità e dove Romney lavorava come direttore artistico.

## Versioni
Del brano sono state eseguite diverse cover, fra cui quelle di:
- The Silkie in You've Got to Hide Your Love Away (1965)
- Peter, Paul and Mary nell'Album 1700 (1967)
- Judy Collins in Judy Sings Dylan...Just Like a Woman (1993)
- Phil Carmen in Bob Dylan's Dream (1996)
- Michel Montecrossa and the Chosen Few in Eternal Circle (1999)
- Eric Taylor in A Tribute to Bob Dylan, Volume 3: The Times They Are a-Changin' (2000)
- Kinky Friedman in Classic Snatches from Europe (2003)